# Кумкудуцький сільський округ
Кумкуду́цький сільський округ (каз. Құмқұдық ауылдық округі, рос. Кумкудукский сельский округ) — адміністративна одиниця у складі Айтекебійського району Актюбінської області Казахстану. Адміністративний центр та єдиний населений пункт — село Кумкудук.
Населення — 988 осіб (2021; 1541 у 2009, 2560 у 1999, 2247 у 1989).
Станом на 1989 рік існувала Кумкудуцька сільська рада (села Бестас, Караколь, Кумкудук, Теректи) Комсомольського району. Село Бестас було ліквідовано згідно з рішенням Актюбінського обласного масліхату від 4 серпня 2005 року № 179 та постановою Актюбінського обласного акімату від 4 серпня 2005 року № 294.

## Склад
До складу округу входять такі населені пункти:
| Населений пункт | Населення, осіб (1989) | Населення, осіб (1999) | Населення, осіб (2009) | Населення, осіб (2021) |
| --------------- | ---------------------- | ---------------------- | ---------------------- | ---------------------- |
| Бестас, село    | 186                    | 0                      | -                      | -                      |
| Караколь, село  | 73                     | -                      | -                      | -                      |
| Кумкудук, село  | 1906                   | 2560                   | 1541                   | 988                    |
| Теректи, село   | 82                     | -                      | -                      | -                      |